# Convoy (película de 1978)
Convoy es un filme británico-estadounidense de 1978, dirigido por Sam Peckinpah y protagonizado por Kris Kristofferson, Ernest Borgnine, Ali MacGraw y Burt Young, entre otros.
El músico de country y actor Kris Kristofferson interpreta a un camionero. Habituado a las películas de cruda violencia, Peckinpah realizó en este caso un filme más amable que The Wild Bunch o Perros de paja.
Fue ganadora del premio alemán Goldene Leinwand en 1980.
- Datos: Q510388